# Fluoruro di sodio
Il fluoruro di sodio è il sale di sodio dell'acido fluoridrico, di formula NaF. A temperatura ambiente si presenta in forma di cristalli incolori, mediamente solubili in acqua, cui impartiscono per idrolisi una reazione basica: una soluzione di 40 g/l di fluoruro di sodio in acqua ha pH circa 10.
Il reticolo cristallino del fluoruro di sodio è cubico, come quello del cloruro di sodio. I suoi cristalli sono trasparenti sia alla luce infrarossa che a quella ultravioletta.

## Produzione
Il NaF viene preparato neutralizzando l'acido fluoridrico o l'acido esafluorosilicico (H2SiF6), entrambi sottoprodotti della reazione di fluorapatite (Ca5(PO4)3F) dalla roccia fosfatica durante la produzione di fertilizzante superfosfato. Gli agenti neutralizzanti includono idrossido di sodio e carbonato di sodio. Gli alcoli sono talvolta usati per precipitare il NaF:
{\displaystyle {\ce {HF + NaOH -> NaF + H2O}}}
Da soluzioni contenenti HF, il fluoruro di sodio precipita come bifluoruro di sodio (NaHF2). Il riscaldamento di quest'ultimo rilascia HF e dà NaF.
{\displaystyle {\ce {HF + NaF <=> NaHF2}}}
In un rapporto del 1986, il consumo annuale mondiale di NaF era stimato essere diversi milioni di tonnellate.

## Usi

### Igiene dentale
I sali di fluoro vengono spesso aggiunti all'acqua potabile comunale (così come ad alcuni prodotti alimentari in alcuni paesi) allo scopo di mantenere la salute dentale. Il fluoruro migliora la forza dei denti con la formazione di fluorapatite, un componente naturale dello smalto dei denti. Sebbene il fluoruro di sodio sia usato per fluorurare l'acqua e, in effetti, è lo standard con cui vengono misurati altri composti di fluorurazione dell'acqua, l'acido esafluorosilicico (H2SiF6) e i suoi sali di sodio (Na2SiF6) sono additivi molto più comuni negli Stati Uniti.

### Osteoporosi
La supplementazione di fluoro è stata ampiamente studiata per il trattamento dell'osteoporosi postmenopausale. Questa integrazione non sembra essere efficace; anche se il fluoruro di sodio aumenta la densità ossea, non diminuisce il rischio di fratture.

### Chimica
Il fluoruro di sodio ha una varietà di applicazioni chimiche speciali nella sintesi e nella metallurgia estrattiva.  Reagisce con cloruri elettrofili inclusi i cloruri acilici, cloruri di zolfo e cloruro di fosforo. Come altri fluoruri, il fluoruro di sodio trova impiego nella desililazione nella sintesi organica. Il fluoruro di sodio può essere usato per produrre fluorocarburi attraverso la reazione di Finkelstein; questo processo ha il vantaggio di essere semplice da eseguire su piccola scala ma viene raramente utilizzato su scala industriale a causa dell'esistenza di tecniche più efficaci (ad es. elettrofluorurazione, processo Fowler).

## Sicurezza
La dose letale per un essere umano di 70 kg è stimata essere 5-10 g.
I fluoruri, in particolare nelle soluzioni acquose di fluoruro di sodio, sono rapidamente e abbastanza ampiamente assorbiti dal corpo umano.
I fluoruri interferiscono con il trasporto di elettroni e il metabolismo del calcio. Il calcio è essenziale per mantenere i potenziali della membrana cardiaca e per regolare la coagulazione. Una grande ingestione di sali di fluoruro o acido fluoridrico può provocare aritmie fatali a causa di una profonda ipocalcemia. L'eccessivo assorbimento cronico può causare indurimento delle ossa, calcificazione dei legamenti e accumulo di denti. Il fluoro può causare irritazione o corrosione a occhi, pelle e membrane nasali.
Il fluoruro di sodio è classificato come tossico sia per inalazione (di polveri o aerosol) sia per ingestione. In dosi sufficientemente elevate, è stato dimostrato che influiscono sul cuore e sul sistema circolatorio. Per le esposizioni professionali, l'Occupational Safety and Health Administration e il National Institute for Occupational Safety and Health hanno fissato limiti di esposizione professionale a 2,5 mg/m3 su una media ponderata nel tempo di otto ore.
Nelle dosi più elevate utilizzate per il trattamento dell'osteoporosi, il semplice fluoruro di sodio può causare dolore alle gambe e fratture da stress incomplete quando le dosi sono troppo elevate; inoltre irrita lo stomaco, a volte in modo così grave da causare ulcere. Le versioni a rilascio lento e con rivestimento enterico del fluoruro di sodio non hanno effetti collaterali gastrici in alcun modo significativo e hanno complicazioni più lievi e meno frequenti nelle ossa.. Nelle dosi più basse utilizzate per la fluorizzazione dell'acqua, l'unico chiaro effetto negativo è la fluorosi dentale, che può alterare l'aspetto dei denti dei bambini durante l'odentogenesi; questo è per lo più lieve ed è improbabile che rappresenti alcun effetto reale sull'aspetto estetico o sulla salute pubblica. Un'ingestione cronica di fluoruro di 1 ppm di fluoruro nell'acqua potabile può causare chiazze dei denti (fluorosi) e un'esposizione di 1,7 ppm produrrà chiazze nel 30-50% dei pazienti.